# Jutta Kußtatscher
Jutta Kußtatscher (* 16. Januar 1965 in Bozen) ist eine deutschsprachige italienische Journalistin, Autorin und Dokumentarfilmerin sowie Mitbegründerin des zweisprachigen Nachrichtenportals salto.bz in Südtirol.

## Leben
Jutta Kußtatscher ist Tochter von Karl Kußtatscher und Margareth Atzwanger und wuchs mit ihren drei Brüdern in Bozen auf. Sie studierte nach der Matura am Realgymnasium Brixen zunächst an der Universität Innsbruck Sprachwissenschaften und Pädagogik und wechselte 1987 nach Graz. An der Karl-Franzens-Universität schloss sie das Studium der Linguistik ab. 1993 begann sie als Journalistin im Nachrichtenmagazin südtirol profil (bis 1996), das unter dem Herausgeber Hubertus Czernin vom Wiener Nachrichtenmagazin profil im März 1993 gegründet worden war. Mitte der 1990er Jahre startete unter ihrer presserechtlichen Verantwortung das Frauenmagazin ëres - frauen info donne des Landesbeirates für Chancengleichheit, für das sie ein Jahr die Beiträge verfasste und später, von 2018 bis 2020, erneut die Redaktion geleitet hat.
Drei Jahre (1996–1999) Tagespresse im 1999 eingestellten Deutschen Blatt des Alto Adige. 2001–2004 als Redakteurin des Südtiroler Wochenmagazins ff zurück zur aktuellen Berichterstattung. Von 1999 bis 2000 schrieb sie ihr erstes dokumentarisches Buch Müll erzählt, erschienen im StudienVerlag Innsbruck. Seit 2005 arbeitet Kußtatscher freiberuflich als Journalistin, Autorin weiterer Sachbücher und als Dokumentarfilmerin.
2012 gründet sie das zweisprachige Nachrichtenportal salto.bz für Südtirol maßgeblich mit, und setzte sich für den journalistischen Ansatz am Portal durch, für den sie bis zu ihrem Ausscheiden 2015 auch als Verantwortliche zeichnete. 
Als politische Journalistin wird Kußtatscher für politische Beraterungen engagiert.
Nach Aufenthalten in Rumänien (Karlstadt), London, Brüssel, Rom, Bolivien und Wien wohnt und arbeitet Kußtatscher vorwiegend in Bozen, Südtirol.

## Bücher
- Nachwort von Jutta Kußtatscher, in: Kilian Bedin: Meine Dritte Chance. Warten auf ein Spenderorgan, Athesia Verlag Bozen 2015, ISBN 978-8868390600
- Beitrag in: Hans Glauber: Utopie des Konkreten, Raetia Verlag Bozen 2008, ISBN 978-8872834008
- Jutta Kußtatscher (Hrsg.): Tunnelblick – Der Brennerbasistunnel. Fakten-Argumente-Meinungen, Studienverlag Innsbruck 2008, ISBN 978-3706544993
- Jutta Kußtatscher (Hrsg.): Müll erzählt - Die Kulturgeschichte des Abfalls in Südtirol. Studienverlag Innsbruck 2006, ISBN 978-3706543552
- Beitrag in: Peter Filzmaier: Jahrbuch für Politik. Tirol und Südtirol 2003, Athesia, Bozen 2004, ISBN 88-8266-284-5

## Dokumentarfilme
- 2024 Dokumentarfilm: "Vom Winde verweht. Ein Schleier von Mikroplastik über Südtirol", Erstausstrahlung am 13. Mai 2024
- 2021 Porträtreihe 10-tlg. "Das Jüdische Südtirol" über die Verfolgung jüdischer Familien in Südtirol Erstausstrahlung Januar 2021 Rai Südtirol und Rai Alto Adige
- 2017 Dokumentarfilm: "Das war Los von Trient. Erinnerungen an die Großkundgebung vor 60 Jahren"
- 2016 Porträt Irina: ihr zweites Leben, Dokumentation einer Transplantation
- 2015 Servicefilm Wer ist der Bär? 2015 – ein Porträt des Braunbären und seines Verhaltens[5]
- 2015 Reportage Ein Organ zum Überleben. Die Transplantationsmedizin Südtirols
- 2015 Dokumentation Die Brücken in Südtirol
- 2014 Reportage Der Wein von Kapverden über über die Modernisierung des Weinanbaus auf den Kapverden
- 2013 Dokumentation Südtirols Industrie. Eine Zeitreise durch ihre Entwicklung in drei Teilen
- 2012 Ein Mann blickt zurück. Filmporträt von Willi Seeber
- 2009–2013 Serie 16-tlg. Recycling: Der Kreislauf der Materialien. Dem Wert auf der Spur, 2009–2013[6]
- 2007 Dokumentation zu männlichen Lebensentwürfen: Männer heute. Kinderwunsch und Lebenswege
- 2006 Dokumentation zu weiblichen Lebensentwürfen: Kinder keine Kinder